# 앨리스 벨라이디
앨리스 벨라이디(Alice Belaïdi, 1987년 3월 16일 ~ )는 프랑스의 배우이다.

## 출연 작품
- La Monnaie de leur pièce (2017)
- 쉿! 오늘부터 거기만 남자! (2017) - 마르셀 역
- 더 클라임 (2016)
- 오드 잡 (2016)
- 뷰티풀 레이디스 (2015)
- 고릴라 (2014)
- 마에스트로 (2014)
- 베리 배드 걸스 (2014)
- 호텔 노르망디 (2013)
- 우리동네 포르노스타 (2012)
- 플라워스 오브 이블 (2010)